# Reus Comercial: revista semanal ilustrada
Reus Comercial: revista semanal ilustrada va ser una publicació periòdica que va sortir a Reus l'any 1911. Portava per lema: «Comercio e Industria. Agricultura».

### Finalitat, continguts i abast
Donava notícia de les activitats mercantils de la ciutat i de la comarca, els preus de l'oli, l'avellana, el vi..., amb comentaris sobre les variacions que podien tenir. Informava de les activitats de la Cambra de Comerç de Reus i de les Cambres de l'estat, segons es llegeix al núm. 1.
Informava dels preus al mercat dels dilluns a Reus, de les exportacions a l'Argentina i a altres països, dels moviments al Port de Tarragona (les entrades i sortides de mercaderies). Feia referència al canvi de moneda i al valor de les accions de les empreses locals: Gas Reusense, La Industrial Harinera, Banc de Reus, Carrilet de Reus a Salou, Empresa Hidrofórica, Institut Pere Mata, i altres.
Publicava també la situació dels mercats europeus, i contava amb la col·laboració dels cònsols de diversos països que enviaven articles periòdicament.

### Director i col·laboradors
El periòdic va sortir per iniciativa de Francesc Cubells Florentí, que n'era també el director. Els col·laboradors coneguts eren Claudi Oliveras, l'enòleg director de l'Estació Enològica de Reus, R. de Mas, el mateix director i diversos corresponsals.

### Aspectes tècnics
Era una publicació setmanal que normalment tenia 18 pàgines, mida foli i amb capçalera tipogràfica. S'imprimia a la Impremta de Rabassa i Estivill. El preu de cada número era de 15 cèntims, i la subscripció trimestral de dues pessetes. El primer número va sortir el 5 de setembre de 1911 i l'últim conegut el 21 de novembre del mateix any. Es conserven exemplars a la Biblioteca Central Xavier Amorós de Reus i a la Biblioteca del Centre de Lectura de Reus.